# Hudson’s Hope
Hudson’s Hope ist eine sehr dünn besiedelte Gebietsgemeinde („District Municipality“) in der kanadischen Provinz British Columbia. Die Gemeinde gehört zum Peace River Regional District und liegt am Nordufer des Peace Rivers, am südlichen Rand der Muskwa Ranges der Kanadischen Rocky Mountains. Die Gemeinde befindet sich rund 60 km nördlich von Chetwynd, bzw. rund 80 km westlich von Fort St. John.
20 km östlich der Gemeinde liegt Williston Lake, der in den 1960er Jahren durch den Bau des W.-A.-C.-Bennett-Staudamms entstand.

## Geschichte
Das Gebiet, in dem die Gemeinde liegt, ist traditionelles Siedlungs- und Jagdgebiet der First Nations, hier der Dane-zaa und der Sekani.
Schon vor der Ankunft der Voyageure und der Entdecker nutzten die First Nations das Gebiet, um Handel über die Rocky Mountains treiben zu können.
Im Jahr 1793 wurde das Gebiet durch die Gruppe von Alexander MacKenzie im Rahmen der ersten Durchquerung Nordamerikas nördlich von Mexiko nach Westen zum Pazifischen Ozean durchquert. Auch Simon Fraser passierte dieses Gebiet und richtete hier im Jahr 1805 für die North West Company einen Handelsposten, vermutlich unter dem Namen „Rocky Mountain Portage House“ ein. Hudson’s Hope gilt damit als die drittälteste „europäische“ Gemeinde in British Columbia. Nachdem der Handelsposten eine Zeit lang geschlossen war, wurde er im Jahr 1874 durch die Hudson’s Bay Company unter dem jetzigen Namen wieder eröffnet.
Die Zuerkennung der kommunalen Selbstverwaltung für die Gemeinde erfolgte am 16. November 1965 (incorporated als District Municipality).

## Demographie
Der Zensus im Jahr 2016 ergab für die Gemeinde eine Bevölkerungszahl von 1015 Einwohnern, nachdem der Zensus im Jahr 2011 für die Gemeinde eine Bevölkerungszahl von nur 970 Einwohnern ergab. Die Bevölkerung hat dabei im Vergleich zum letzten Zensus im Jahr 2011 um 4,6 % zugenommen und liegt damit leicht unter dem Provinzdurchschnitt, mit einer Bevölkerungszunahme in British Columbia um 5,6 %. Im Zensuszeitraum 2006 bis 2011 hatte die Einwohnerzahl in der Gemeinde entgegen der Entwicklung in der Provinz um 4,2 % abgenommen, während sie im Provinzdurchschnitt um 7,0 % zunahm.
Während in Kanada und in British Columbia im Durchschnitt 5 Menschen/km² leben sind es hier in der Gemeinde nur 1,2 Menschen/km². Im gesamten Peace River Regional District sind es sogar nur 0,5 Menschen/km².
Für den Zensus 2016 wurde für die Gemeinde ein Medianalter von 46,6 Jahren ermittelt. Das Medianalter der Provinz lag 2016 bei nur 43,0 Jahren. Das Durchschnittsalter lag bei 43,0 Jahren, bzw. ebenfalls bei 42,3 Jahren in der Provinz. Zum Zensus 2011 wurde für die Gemeinde noch ein Medianalter von 45,1 Jahren ermittelt. Das Medianalter der Provinz lag 2011 bei nur 41,9 Jahren.

## Verkehr
Die Gemeinde ist Verkehrstechnisch sehr schwach erschlossen. Die Gemeinde ist auf dem Landweg nur über den Highway 29, welcher sie mit Chetwynd und mit Fort St. John verbindet, zu erreichen. Öffentlicher Nahverkehr oder eine Eisenbahnanbindung bestehen nicht.
Der Flughafen Hudson’s Hope (IATA-Flughafencode: YNH, ICAO-Code:CYNH) liegt 5,5 km nordwestlich der Gemeinde und hat lediglich eine asphaltierte Start- und Landebahn von 1585 Meter Länge.